# Sainte-Léocadie
Sainte-Léocadie (în catalană Santa Llocaia) este o comună în departamentul Pyrénées-Orientales din sudul Franței. În 2009 avea o populație de 140 de locuitori.

## Evoluția populației
| An        | 1975 | 1982 | 1990 | 1999 | 2006 | 2009 |
| --------- | ---- | ---- | ---- | ---- | ---- | ---- |
| Populație | 74   | 81   | 116  | 140  | 142  | 140  |